# Eduardo Rivera
Eduardo Shacklett Rivera, mais conhecido como Eduardo Rivera ou Eduardo Shacklett (Cidade do México, 30 de novembro de 1965) é um ator mexicano que tem uma longa carreira em várias produções na TV (Novelas e séries), sobretudo no canal Televisa.

## Filmografia

### Telenovelas
- La mexicana y el güero (2020) - Sabino
- Ringo (2019) - Bruno
- La taxista (2018) - Abundio "El Tigre" Pizarro
- Muy padres (2017) - Eduardo Fabbri
- El Bienamado (2017) - Bracamontes
- Enamorándome de Ramón (2017) - Ricardo Medina Requena
- Simplemente María (2015) - Eugenio Galindo
- La vecina (2015) - Anselmo Barajas
- Hasta el fin del mundo (2014) - Ramón
- De que te quiero, te quiero (2013-2014) - Abdul Abdalá
- Amores verdaderos (2012-2013) - El Talibán
- Amorcito corazón (2011-2012) -  Ricardo "Ricky" Pacheco Hernández
- Rafaela (2011) - Alfredo Contreras
- Soy tu dueña (2010) - Juan Granados
- Cuidado con el ángel (2008-2009) - Médico da Cruz Vermelha
- Querida enemiga (2008) - Darío Aguilar
- Las dos caras de Ana (2006-2007) - Marcos
- Duelo de pasiones (2006) - Hugo Torres
- Pablo y Andrea (2005) - Míkonos
- Amar otra vez (2004) - Ismael Pardo Iglesias
- Navidad sin fin (2001-2002) - José Luis
- Primer amor (2000-2001) - Artemio
- Mujeres engañadas (1999-2000) - Teniente José Luis Ortega
- Serafín (1999) - Juancho
- Ángela (1998-1999) - Emeterio González
- La usurpadora (1998) - Larry
- Pueblo chico infierno grande (1997) - Gildardo Heredia Zavala
- Acapulco, cuerpo y alma (1995-1996) - Oscar Rodríguez
- Caminos cruzados (1994) - Diego
- Más allá del puente (1994) - Jacinto
- De frente al sol (1992) - Jacinto
- María Mercedes (1992) - Danilo

### Séries de TV
- Un día cualquiera (2016) .... 1 episódio
- Como dice el dicho (2013-2014) .... 12 episódios
- Ugly Betty (2008) .... Detetive Baptista
- La rosa de Guadalupe (2008) .... Alberto
- S.O.S.: Sexo y otros secretos (2007) .... Vicente
- La familia P. Luche (2007) .... 1 episódio
- Mujer, casos de la vida real (1996-2004) .... 17 episódios

### Show
- Solo para mujeres